# Tapolylucska
Tapolylucska (1899-ig Tapli-Lucska, szlovákul: Lúčka) község Szlovákiában, az Eperjesi kerület Felsővízközi járásában.

## Fekvése
Girálttól 4 km-re délnyugatra, a Tapoly mellett található.

## Története
A település a 14. század közepén soltész általi telepítéssel keletkezett a komlósi uradalom területén. 1401-ben „Luchka” alakban említik először, ekkor helyi nemesek birtoka volt. 1427-ben 21 portája adózott. 1600-ban 10 jobbágyház mellett nemesi kúria, vendéglő és malom is állt a településen. 1715-ben 6, 1720-ban 2 adózója volt. 1786-ban „Lucschka” néven említik. 1787-ben 16 házában 114 lakos élt.
A 18. század végén Vályi András így ír róla: „LUCSKA. Kapi Lucska. Tót falu Sáros Várm. földes Ura Kapi Uraság, lakosai külömbfélék, fekszik Karácsonmezőnek szomszédságában, mellynek filiája, földgye jó, réttye kétszer kaszáltatik, legelője hasznos, piatzozásától nints meszsze, fája is van.”
A 19. századig birtokosa a Bán család, majd komlósi nemesek tulajdonába került. 1808-ban „Tapli-Lúcska” néven szerepel a korabeli forrásokban. 1828-ban 20 házában 175 lakos élt, akik főként mezőgazdasággal foglalkoztak.
Fényes Elek 1851-ben kiadott geográfiai szótárában így ír a faluról: „Tapoly-Lucska, tót falu, Sáros vármegyében, Karácsonmező fil. 141 kath., 36 evang., 8 zsidó lak., termékeny határral. F. u. Tahy. Ut. p. Eperjes.”
Később lakóinak egy része Kassa, Felsővízköz, Girált és Bártfa üzemeiben dolgozott. 1920 előtt Sáros vármegye Girálti járásához tartozott.

## Népessége
| Év:            | 1994. | 2004.    | 2014.   | 2024.   |
| -------------- | ----- | -------- | ------- | ------- |
| Emberek száma: | 477   | 531      | 519     | 507     |
| Eltérés:       |       | +11,32 % | -2,25 % | -2,31 % |

| Év:            | 2023. | 2024.   |
| -------------- | ----- | ------- |
| Emberek száma: | 514   | 507     |
| Eltérés:       |       | -1,36 % |

1910-ben 162, túlnyomórészt szlovák lakosa volt.
2011-ben 522 lakosából 492 szlovák.